# Салионце (Верона)
Салионце је насеље у Италији у округу Верона, региону Венето.
Према процени из 2011. у насељу је живело 1288 становника. Насеље се налази на надморској висини од 92 м.